# تشاك فاغنر
تشاك فاغنر (بالإنجليزية: Chuck Wagner)‏ هو مغني وممثل أمريكي، ولد في 20 يونيو 1958 بناشفيل في الولايات المتحدة.

## وصلات خارجية
- تشاك فاغنر على موقع IMDb (الإنجليزية)
- تشاك فاغنر على موقع ميوزك برينز (الإنجليزية)
- تشاك فاغنر على موقع قاعدة بيانات برودواي على الإنترنت (الإنجليزية)
- تشاك فاغنر على موقع قاعدة بيانات الفيلم (الإنجليزية)